# 雅琴看世界 (電視節目)
《雅琴看世界》（英語：The View with Catherine Chang），是臺灣年代新聞台製作的談話性節目，採錄影播出。現任主持人為張雅琴。網路同名單元於2020年3月底開播後大受好評，並於2021年1月9日開始播出同名稱的電視中文版。現今播出時段為週六至週日21:00至23:00。

## 歷任主持人
- 第一任：張雅琴(現任)：平日為年代新聞台《1800年代晚報》當家主播、網路全英文版《雅琴看世界》主持人。

## 節目大事記
2020年3月，網路版《雅琴看世界》開播，以全英文形式播報，播出後獲得觀眾好評。2021年1月9日起，推出同名的中文版本，並於年代新聞台播出，張雅琴表示，這是國際矚目台灣的年代，希望透過這個節目，讓「台灣影響全世界」。第一集播出，探討2021年衝擊美國國會大廈事件，以及專訪衛福部長陳時中、財訊董事長謝金河。

## 節目開場白
- 張雅琴 ：各位觀眾朋友大家好，我是張雅琴，歡迎您收看今天的雅琴看世界。

## 製作團隊
- 製作人：蔡又晴
- 執行製作人：廖士翔
- 執行企劃：
- 執行製作：
- 製作助理:
- 主編：廖士翔
- 技術指導：吳建寬、蘇銘祥
- 視訊：邵陽嘉
- 成音：童洋港、許玉白
- 燈光：鄭鈞方
- 攝影：何振邦、黃俊傑
- 後製：黃冠宇、張旭廷、游勝凱、黃淑惠
- 助理導播：陳屏伝、閻怡帆、張為翔
- 導播：吳昕霓、游政華
- 製作、著作：年代新聞

## 節目性質
節目聚焦於當週發生的國際焦點新聞，透過深度專題分析及主持人評論表達看法，著重於「從台灣出發的國際觀點」，並邀請來賓進行深度訪談。

## 外部連結
- 雅琴看世界 - 年代新聞 （页面存档备份，存于）（繁體中文）
- YouTube上的【雅琴看世界】周末中文版播放列表
- YouTube上的【雅琴看世界】網路獨播英文版播放列表

## 節目的變遷
| 臺灣年代新聞台 星期六、日 21:00 - 23:00 | 臺灣年代新聞台 星期六、日 21:00 - 23:00 | 臺灣年代新聞台 星期六、日 21:00 - 23:00 |
| --------------------------------------- | --------------------------------------- | --------------------------------------- |
|                                         | 雅琴看世界 （2021年1月9日－至今）       |                                         |
| —                                       | —                                       |                                         |